# Демчук Ілля Степанович
Демчук Ілля Степанович (Псевдо: «Гук», «Ромко»; 1921, с. Вузлове, Радехівський район, Львівська область — 2 лютого 1951, с. Дмитрів, Радехівський район, Львівська область) — лицар Бронзового хреста бойової заслуги УПА.

## Життєпис
Освіта — 6 класів народної школи. Одружений. Член Юнацтва ОУН із осені 1943 р.
У лавах УПА з весни 1944 року, стрілець сотні УПА «Кочовики» (весна 1944—1946), стрілець кущової боївки (1946 — весна 1948), зв'язковий референта СБ районного проводу ОУН (весна 1948 — 05.1949), кущовий провідник ОУН (05.1949-02.1951).
За час перебування у підпіллі був двічі поранений. Загинув у криївці. Вістун УПА (30.05.1947).

## Нагороди
- Відзначений Похвалою у Наказі ВШВО 2 «Буг» (31.08.1948).
- Згідно з Наказом військового штабу воєнної округи 2 «Буг» ч. 2/49 від 30.11.1949 р. вістун УПА, кущовий провідник ОУН Ілля Демчук — «Гук» нагороджений Бронзовим хрестом бойової заслуги УПА.

## Вшанування пам'яті
- 27.02.2018 р. від імені Координаційної ради з вшанування пам'яті нагороджених Лицарів ОУН і УПА у м. Радехів Львівської обл. Бронзовий хрест бойової заслуги УПА (№ 055) переданий Василю Луцишину, племіннику Іллі Демчука — «Гука».